# U23ラグビー日本代表
U23ラグビー日本代表（アンダートゥエンティスリー（ユーにじゅうさん）ラグビーにほんだいひょう）は、日本ラグビーフットボール協会（JRFU）によって編成される23歳以下のナショナルチーム。活動期間（招集年）は、2006年から2007年までの2年と、2025年である。
2025年のU23ラグビー日本代表は、3月時点で「19歳から21歳まで」の大学生メンバーとなった。
2013年から2020年までのU23ラグビー日本代表は、「ジュニア・ジャパン」という。詳細は「ジュニア・ジャパン」を参照。

## 概要

### 2025年「JAPAN TALENT SQUADプログラム」
将来の日本代表選手の育成を加速するためのプロジェクトとして2024年から始まった「JAPAN TALENT SQUADプログラム（ジャパンタレントスコッドプログラム）」において、参加選手を2024年の大学生15名から、2025年では高校生を含めた50名に増やした。
大学公式戦シーズンを除き、1年を通じ定期的にラグビー日本代表ヘッドコーチのエディー・ジョーンズなどによるスキルセッションと、専門スタッフによるS&C（ストレングス＆コンディショニング）、メディカル・栄養面での指導を受ける。
JAPAN TALENT SQUADプログラム対象選手からU23日本代表を選出し、2025年4月2日から4月16日まで「U23日本代表オーストラリア遠征」を行う。U23日本代表として編成するのは2007年4月以来 18年ぶり、海外遠征は19年ぶりのことである。

## 2011プロジェクト
2006年、「ワールドカップ2011で準々決勝入り（ベスト8入り）」を目標とした「2011プロジェクト」の1つとして、U23日本代表が編成された。これにより、「U19日本代表」→「U21日本代表」→「U23日本代表」→「日本代表A」→「日本代表」とユースからシニアへの育成の流れを作った。
当時、U19とU21については国際大会（IRB U19/U21 World Championship）が存在したが、U23国際大会は存在しなかった。そのため、2006年にニュージーランド遠征を行った。
2007年3月、日本ラグビーフットボール協会は「ATQプロジェクト（ATQ＝Advance to the Quarterfinal、準々決勝進出）」を新たに打ち出し、ユース世代の選手を海外チームに派遣させるほか、国内合宿を定期的に行うように変更され、U23日本代表の活動は翌月限りとなった。
2007年4月、来日したニュージーランド学生代表（NZU）との対戦のためにU23日本代表チームが編成され、これが当時の活動として最後になった。NZUは、第1戦でU19日本代表と対戦し、第2戦・第3戦でU23日本代表と対戦した。薫田真広監督は最終戦で「このチームで次のゲームを戦えないのが心残りである」と述べた。
2008年にユース国際大会がU20に統合されてからは、U20日本代表 および U20選手によるJAPAN XVへと置き換わった。2012年から、若手育成を目的にした23歳以下の選手による「ジュニア・ジャパン」が作られ、2020年まで活動した。

## スケジュール（2025年）
2025年4月29日現在。
それぞれの合宿に、対象選手の中から35名前後が参加。
3月下旬にU23日本代表を編成し、4月にオーストラリア遠征を行い、現地クラブチームなどと3試合行う。
| 日程                          | 内容                                  | 内容                                  | 場所                                                                              | 備考          |
| ----------------------------- | ------------------------------------- | ------------------------------------- | --------------------------------------------------------------------------------- | ------------- |
| 2025年2月5日 - 2月8日         | JAPAN TALENT SQUAD合宿・トレーニング  | JAPAN TALENT SQUAD合宿・トレーニング  | 関東圏内                                                                          | [ 31 ] [ 32 ] |
| 2月12日 - 2月14日             | JAPAN TALENT SQUAD合宿・トレーニング  | JAPAN TALENT SQUAD合宿・トレーニング  | 関東圏内                                                                          | [ 31 ] [ 32 ] |
| 2月17日 - 2月18日             | JAPAN TALENT SQUAD合宿・トレーニング  | JAPAN TALENT SQUAD合宿・トレーニング  | 関東圏内                                                                          | [ 31 ] [ 32 ] |
| 2月26日 - 3月2日              | JAPAN TALENT SQUAD合宿・トレーニング  | JAPAN TALENT SQUAD合宿・トレーニング  | 関東圏内                                                                          | [ 31 ] [ 32 ] |
| 3月7日 - 3月8日               | JAPAN TALENT SQUAD合宿・トレーニング  | JAPAN TALENT SQUAD合宿・トレーニング  | 関東圏内                                                                          | [ 31 ] [ 32 ] |
| 3月17日 - 3月23日             | JAPAN TALENT SQUAD合宿・トレーニング  | JAPAN TALENT SQUAD合宿・トレーニング  | 関東圏内                                                                          | [ 31 ] [ 32 ] |
| 3月29日 - 4月1日              | U23日本代表オーストラリア遠征事前合宿 | U23日本代表オーストラリア遠征事前合宿 | 関東圏内                                                                          | [ 31 ] [ 32 ] |
| 4月2日 - 4月16日              | U23日本代表オーストラリア遠征         | U23日本代表オーストラリア遠征         | U23日本代表オーストラリア遠征                                                     | [ 33 ]        |
| 日程                          | 対戦相手                              | 勝敗・スコア                          | 会場                                                                              | 備考          |
| 4月5日19:00（日本時間17:00）  | オーストラリアンバーバリアンズ戦      | 〇 43-31                              | コフスハーバー・インターナショナル・スタジアム （オーストラリア・コフスハーバー） | [ 34 ] [ 35 ] |
| 4月11日17:30（日本時間16:30） | U20オーストラリア代表戦               | ● 26-54                               | コフスハーバー・インターナショナル・スタジアム （オーストラリア・コフスハーバー） | [ 35 ]        |
| 4月15日14:00（日本時間13:00） | ランドウィック戦                      | ● 31-36                               | クージーオーバル （オーストラリア・シドニー）                                     | [ 36 ] [ 37 ] |

## 選手・スタッフ（2025年）

### U23日本代表 オーストラリア遠征参加メンバー
数字は背番号。出典：　遠征期間：2025年4月2日 - 4月16日
| ポジション | 名前               | 所属         | 身長 cm | 体重 kg | 生年月日（年齢）       | オーストラリアンバーバリアンズ戦 | Ｕ20オーストラリア代表戦 | ランドウィック戦 |
| ---------- | ------------------ | ------------ | ------- | ------- | ---------------------- | -------------------------------- | ------------------------ | ---------------- |
| PR1        | 大塚壮二郎         | 関西学院大学 | 178     | 110     | 2004年7月5日（21歳）   | 1                                | 1                        | 1                |
| PR1        | 杉本安伊朗         | 早稲田大学   | 178     | 116     | 2004年9月23日（20歳）  | 17                               | 17                       | 17               |
| PR1        | 弓部智希           | 近畿大学     | 173     | 100     | 2003年7月4日（22歳）   |                                  |                          |                  |
| HO         | 清水健伸           | 早稲田大学   | 178     | 105     | 2004年12月27日（20歳） | 2                                | 2                        | 2                |
| HO         | 田中京也           | 立命館大学   | 175     | 95      | 2005年9月14日（19歳）  |                                  | 16                       |                  |
| HO         | 西野帆平           | 明治大学     | 176     | 104     | 2003年5月22日（22歳）  | 16                               |                          | 16               |
| PR3        | 杉浦皓亮           | 東海大学     | 177     | 110     | 2003年12月22日（21歳） |                                  |                          | 18               |
| PR3        | 八田優太           | 京都産業大学 | 185     | 115     | 2004年4月5日（21歳）   | 3                                | 3                        | 3                |
| PR3        | 山口匠             | 明治大学     | 180     | 120     | 2005年3月29日（20歳）  | 18                               | 18                       |                  |
| LO         | 石橋チューカ       | 京都産業大学 | 190     | 102     | 2004年4月10日（21歳）  |                                  | 6                        | 6                |
| LO         | 栗原大地           | 東洋大学     | 192     | 102     | 2003年9月29日（21歳）  |                                  |                          |                  |
| LO         | 能勢涼太郎         | 近畿大学     | 197     | 108     | 2003年7月28日（21歳）  | 19                               |                          |                  |
| LO         | 物部耀大朗         | 明治大学     | 192     | 116     | 2004年9月28日（20歳）  | 5                                | 5                        | 5                |
| FL/LO      | 磯部俊太朗         | 筑波大学     | 190     | 108     | 2004年7月14日（20歳）  | 4                                | 4                        | 4                |
| FL         | 亀井秋穂           | 明治大学     | 191     | 90      | 2004年10月27日（20歳） |                                  | 19                       | 19               |
| FL         | 木下颯             | 天理大学     | 181     | 98      | 2003年8月4日（21歳）   | 20                               |                          |                  |
| FL         | 中森真翔           | 筑波大学     | 190     | 93      | 2005年12月24日（19歳） | 7                                | 7                        | 7                |
| FL/NO8     | 森山海宇オスティン | 東洋大学     | 183     | 102     | 2003年9月23日（21歳）  | 6                                | 8                        | 8                |
| NO8        | 小林典大           | 関西学院大学 | 185     | 105     | 2003年11月27日（21歳） |                                  |                          | 20               |
| NO8        | 宮下晃毅           | 法政大学     | 185     | 100     | 2003年12月22日（21歳） | 8                                | 20                       |                  |
| SH         | 髙木城治           | 京都産業大学 | 168     | 71      | 2004年9月11日（20歳）  | 9                                | 9                        | 9                |
| SH         | 高橋佑太朗         | 筑波大学     | 172     | 78      | 2003年11月18日（21歳） | 21                               |                          |                  |
| SH         | 村田大和           | 京都産業大学 | 168     | 73      | 2004年10月15日（20歳） |                                  | 21                       | 21               |
| SO         | 伊藤龍之介         | 明治大学     | 172     | 77      | 2004年11月20日（20歳） | 10                               | 10                       |                  |
| SO         | 上ノ坊駿介         | 天理大学     | 183     | 86      | 2003年9月29日（21歳）  | 23                               | 23                       | 22               |
| CTB        | 平翔太             | 明治大学     | 178     | 94      | 2003年11月18日（21歳） | 12                               | 12                       | 12               |
| CTB/SO     | 野中健吾           | 早稲田大学   | 180     | 93      | 2003年4月29日（22歳）  | 22                               | 22                       | 10               |
| CTB        | 福島秀法           | 早稲田大学   | 183     | 90      | 2003年5月22日（22歳）  | 13                               | 13                       | 23               |
| CTB        | 李智寿             | 朝鮮大学校   | 180     | 82      | 2004年11月6日（20歳）  |                                  |                          | 13               |
| CTB/WTB    | 岸未来             | 近畿大学     | 180     | 85      | 2004年12月8日（20歳）  |                                  |                          |                  |
| WTB        | 白井瑛人           | 明治大学     | 178     | 83      | 2005年10月22日（19歳） | 11                               | 11                       | 11               |
| WTB        | 田中健想           | 早稲田大学   | 172     | 75      | 2005年8月7日（19歳）   | 14                               | 14                       | 14               |
| WTB        | 武藤航生           | 関西学院大学 | 174     | 83      | 2004年3月23日（21歳）  |                                  |                          |                  |
| FB         | 竹之下仁吾         | 明治大学     | 180     | 86      | 2004年6月11日（21歳）  | 15                               | 15                       | 15               |
| FB         | 増山将             | 筑波大学     | 177     | 80      | 2004年4月14日（21歳）  |                                  |                          |                  |
| ポジション | 名前               | 所属         | 身長 cm | 体重 kg | 生年月日（年齢）       | オーストラリアンバーバリアンズ戦 | Ｕ20オーストラリア代表戦 | ランドウィック戦 |

### JAPAN TALENT SQUADプログラム2025対象選手
2025年1月24日に発表され、以下のように追加招集も行われた。出典：
- 2025年1月24日、FW27名、BK23名を招集。
- 2月26日、杉浦皓亮（東海大学）を追加招集。
- 3月6日、炭竈柚斗（法政大学）を追加招集。
- 3月17日、木下颯（天理大学）と岸未来（近畿大学）を追加招集。

| 名前               | 所属             | 身長 cm | 体重 kg | 生年月日（年齢）       |
| ------------------ | ---------------- | ------- | ------- | ---------------------- |
| 石橋チューカ       | 京都産業大学     | 190     | 102     | 2004年4月10日（21歳）  |
| 磯部俊太朗         | 筑波大学         | 190     | 108     | 2004年7月14日（20歳）  |
| 薄田周希           | 東海大学         | 180     | 97      | 2003年4月10日（22歳）  |
| 大塚壮二郎         | 関西学院大学     | 178     | 110     | 2004年7月5日（21歳）   |
| 亀井秋穂           | 明治大学         | 191     | 90      | 2004年10月27日（20歳） |
| 栗田文介           | 早稲田大学       | 184     | 105     | 2003年12月1日（21歳）  |
| 栗原大地           | 東洋大学         | 192     | 102     | 2003年9月29日（21歳）  |
| 小林典大           | 関西学院大学     | 185     | 105     | 2003年11月27日（21歳） |
| 清水健伸           | 早稲田大学       | 178     | 105     | 2004年12月27日（20歳） |
| 杉本安伊朗         | 早稲田大学       | 178     | 106     | 2003年9月23日（21歳）  |
| 太安善明           | 天理大学         | 176     | 96      | 2004年4月2日（21歳）   |
| 高比良恭介         | 明治大学         | 176     | 103     | 2005年8月16日（19歳）  |
| 田中京也           | 立命館大学       | 175     | 95      | 2005年9月14日（19歳）  |
| 利川桐生           | 明治大学         | 181     | 103     | 2003年8月2日（21歳）   |
| 坪根章晃           | 帝京大学         | 184     | 102     | 2006年3月14日（19歳）  |
| 中森真翔           | 筑波大学         | 190     | 93      | 2005年12月24日（19歳） |
| 西野帆平           | 明治大学         | 176     | 104     | 2003年5月22日（22歳）  |
| 能勢涼太郎         | 近畿大学         | 197     | 108     | 2003年7月28日（21歳）  |
| 八田優太           | 京都産業大学     | 185     | 115     | 2004年4月5日（21歳）   |
| 檜山蒼介           | 明治大学         | 176     | 108     | 2004年7月26日（20歳）  |
| 宮下晃毅           | 法政大学         | 185     | 100     | 2003年12月22日（21歳） |
| 本山佳龍           | 長崎南山高等学校 | 188     | 115     | 2006年12月26日（18歳） |
| 物部耀大朗         | 明治大学         | 192     | 116     | 2004年9月28日（20歳）  |
| 森山飛翔           | 帝京大学         | 180     | 111     | 2004年4月7日（21歳）   |
| 森山海宇オスティン | 東洋大学         | 183     | 102     | 2003年9月23日（21歳）  |
| 山口匠             | 明治大学         | 180     | 120     | 2005年3月29日（20歳）  |
| 弓部智希           | 近畿大学         | 173     | 100     | 2003年7月4日（22歳）   |

| 名前       | 所属             | 身長 cm | 体重 kg | 生年月日（年齢）       |
| ---------- | ---------------- | ------- | ------- | ---------------------- |
| 石垣慎之介 | 慶應義塾大学     | 175     | 80      | 2004年1月14日（21歳）  |
| 伊藤龍之介 | 明治大学         | 172     | 77      | 2004年11月20日（20歳） |
| 今野椋平   | 慶應義塾大学     | 183     | 90      | 2003年11月17日（21歳） |
| 上田倭士   | 帝京大学         | 180     | 87      | 2005年3月8日（20歳）   |
| 上ノ坊駿介 | 天理大学         | 183     | 86      | 2003年9月29日（21歳）  |
| 海老澤琥珀 | 明治大学         | 173     | 81      | 2004年10月27日（20歳） |
| 小林祐貴   | 慶應義塾高等学校 | 168     | 74      | 2007年2月19日（18歳）  |
| 白井瑛人   | 明治大学         | 178     | 83      | 2005年10月22日（19歳） |
| 平翔太     | 明治大学         | 178     | 94      | 2003年11月18日（21歳） |
| 高木城治   | 京都産業大学     | 168     | 71      | 2004年9月11日（20歳）  |
| 高橋佑太朗 | 筑波大学         | 172     | 78      | 2003年11月18日（21歳） |
| 竹之下仁吾 | 明治大学         | 180     | 86      | 2004年6月11日（21歳）  |
| 田中健想   | 早稲田大学       | 172     | 75      | 2005年8月7日（19歳）   |
| 時任凜空   | 福岡工業大学     | 184     | 82      | 2003年7月10日（21歳）  |
| 野中健吾   | 早稲田大学       | 180     | 93      | 2003年4月29日（22歳）  |
| 服部亮太   | 早稲田大学       | 178     | 80      | 2005年12月9日（19歳）  |
| 福島秀法   | 早稲田大学       | 183     | 90      | 2003年5月22日（22歳）  |
| 増山将     | 筑波大学         | 177     | 80      | 2004年4月14日（21歳）  |
| 武藤航生   | 関西学院大学     | 174     | 83      | 2004年3月23日（21歳）  |
| 村田大和   | 京都産業大学     | 168     | 73      | 2004年10月15日（20歳） |
| 本橋尭也   | 帝京大学         | 182     | 87      | 2004年5月19日（21歳）  |
| 矢崎由高   | 早稲田大学       | 180     | 86      | 2004年5月12日（21歳）  |
| 李智寿     | 朝鮮大学校       | 180     | 82      | 2004年11月6日（20歳）  |

### スタッフ
2025年1月24日現在。
| 役職                                 | 氏名                       | 所属                         | 備考 |
| ------------------------------------ | -------------------------- | ---------------------------- | ---- |
| チームディレクター                   | 永友洋司                   | 日本ラグビーフットボール協会 |      |
| ヘッドコーチ                         | エディー・ジョーンズ       | 日本ラグビーフットボール協会 |      |
| コーチングコーディネーター           | 麻田一平                   | 日本ラグビーフットボール協会 |      |
| アシスタントコーチ                   | ニール・ハットリ―          | 日本ラグビーフットボール協会 |      |
| サポートコーチ                       | ジョン・プライヤー         | 日本ラグビーフットボール協会 |      |
| S&Cコーチ                            | 太田千尋                   | 日本ラグビーフットボール協会 |      |
| S&Cコーチ                            | 岩田駿亮                   | 日本ラグビーフットボール協会 |      |
| ヘッドアナリスト                     | 村上健一                   | 日本ラグビーフットボール協会 |      |
| チームドクター                       | 高澤祐治                   | 順天堂大学                   |      |
| チームドクター                       | 永山正隆                   | 多摩南部地域病院             |      |
| チームドクター                       | 草場洋平                   | 横浜市立大学附属病院         |      |
| チームドクター                       | 高橋完靖                   | 甲南医療センター             |      |
| アスレティックトレーナー             | 大岡茂                     | 日本ラグビーフットボール協会 |      |
| サポーティングアスレチックトレーナー | 久々知修平                 | 日本ラグビーフットボール協会 |      |
| チームマネージャー                   | 松永武仁                   | 日本ラグビーフットボール協会 |      |
| 通訳                                 | ジョシュ・ウェストブルック | 日本ラグビーフットボール協会 |      |
| サポーティングスタッフ               | 林優子                     | 日本ラグビーフットボール協会 |      |

## 戦績
「U23ラグビー日本代表」としての戦績履歴。
2013年から2020年まで、U23選手で編成されたジュニア・ジャパンによる対戦は、「ジュニア・ジャパン」を参照のこと。
| 年月日        | 対戦相手                        | 勝敗 | スコア | 遠征名・大会名             | 対戦場所                       | 出場選手/出典        |
| ------------- | ------------------------------- | ---- | ------ | -------------------------- | ------------------------------ | -------------------- |
| 2006年4月19日 | U23マッセイ大学                 | ○    | 44-7   | ニュージーランド遠征 第1戦 | ニュージーランド               | [ 11 ] [ 14 ] [ 39 ] |
| 2006年4月23日 | U23ワイララパ・ブッシュ         | ○    | 42-5   | ニュージーランド遠征 第2戦 | ニュージーランド               | [ 11 ] [ 14 ] [ 39 ] |
| 2006年4月26日 | U23ヴィクトリア大学             | ○    | 116-0  | ニュージーランド遠征 第3戦 | ニュージーランド               | [ 11 ] [ 15 ] [ 39 ] |
| 2006年4月29日 | ニュージーランド学生代表（NZU） | ●    | 5-34   | ニュージーランド遠征 第4戦 | ニュージーランド、ウェリントン | [ 11 ] [ 15 ] [ 39 ] |
| 2007年4月18日 | ニュージーランド学生代表（NZU） | ●    | 17-39  | NZU来日シリーズ 第2戦      | 大阪市、鶴見緑地               | [ 22 ] [ 24 ]        |
| 2007年4月21日 | ニュージーランド学生代表（NZU） | ○    | 35-32  | NZU来日シリーズ 第3戦      | 京都市、西京極総合運動公園     | [ 22 ] [ 25 ]        |
| 2025年4月5日  | オーストラリアンバーバリアンズ  | ○    | 43-31  | オーストラリア遠征 第1戦   | オーストラリア、シドニー       | [ 40 ] [ 41 ]        |
| 2025年4月11日 | U20オーストラリア代表           | ●    | 26-54  | オーストラリア遠征 第2戦   | オーストラリア、コフスハーバー | [ 38 ] [ 40 ]        |
| 2025年4月15日 | ランドウィック                  | ●    | 31-36  | オーストラリア遠征 第3戦   | オーストラリア、シドニー       | [ 42 ]               |